# 蓋瑞·桑契斯
蓋瑞·桑契斯（西班牙語：Gary Sánchez，1992年12月2日—）出生於多明尼加共和國聖多明哥的捕手，目前效力於巴爾的摩金鶯，他先前曾效力於洋基、雙城、大都會、教士與釀酒人等隊。

## 早期生涯
桑契斯在聖多明哥的La Victoria長大，年輕時父母離異，由母親和祖母扶養他和四個兄弟姊妹。他的其中一個兄弟Miguel Sánchez在西雅圖水手傘下打球。他和妻子Sahaira育有一女。

## 職業生涯

### 小聯盟時期
2009年7月桑契斯以國際自由球員的身分和洋基隊簽約，得到3百萬美元的簽約獎金。在2010年賽季前，運動雜誌Baseball America將他評為洋基隊的第七大新秀。 他在灣岸洋基開啟他的職業生涯。2010年8月18日，他被升入短期1A紐約─賓夕弗尼亞聯盟的史坦頓島洋基，並以.329/.393/.543外加8支全壘打和43分打點的成績結束此季47場比賽。

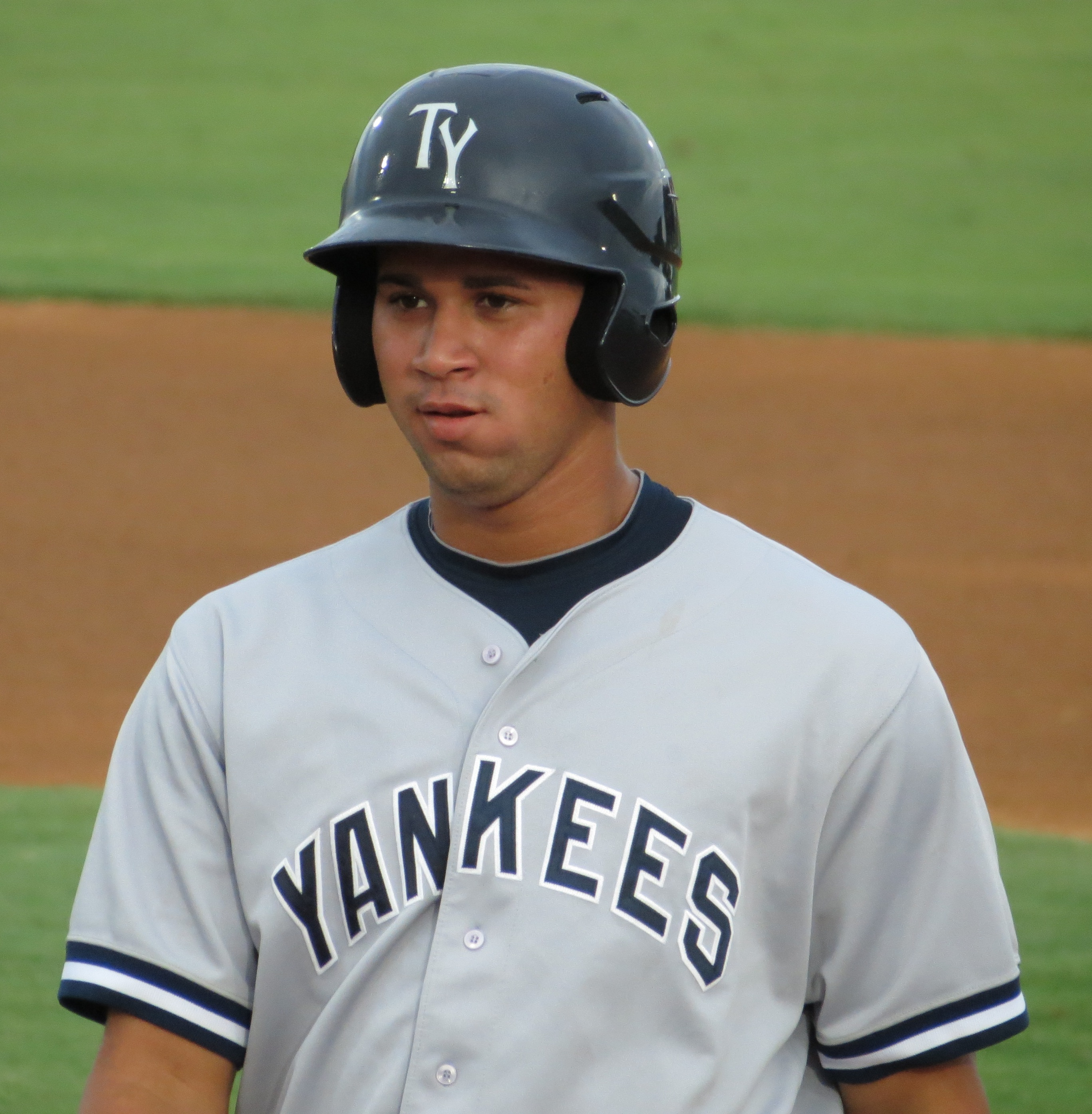
2012年在坦帕洋基的桑契斯

在2011年賽季前桑契斯被評為最好的新秀之一。他被Baseball America評為洋基傘下的第二大新秀，大聯盟第30名。此季在1A/南大西洋聯盟的查爾斯頓河狗打球，在結束賽季的指傷前打了82場，留下.256/.335/.485外加17支全壘打和52分打點的成績。
2012年季前桑契斯被Baseball America評為洋基的第四大新秀。 他在季中被升到高階1A/佛羅里達聯盟的坦帕洋基。

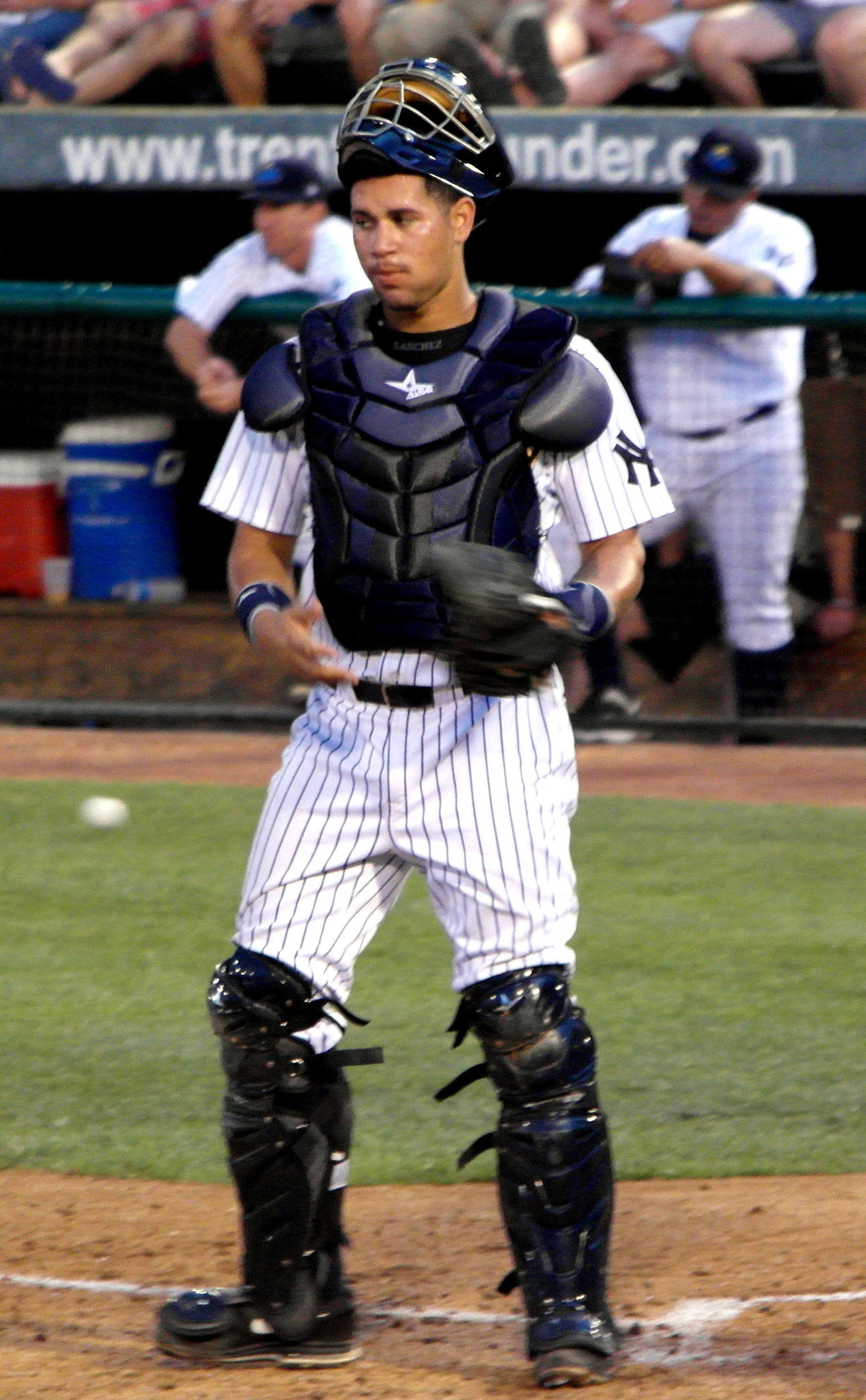
2014年在特倫頓雷霆的桑契斯

在坦帕洋基，桑契斯開始了他的2013年賽季。當他累積.254外加13支全壘打和61分打點後，洋基於8月3日將他升至特倫頓雷霆(隸屬2A/東方聯盟)，並在季後被放入40人名單。特倫頓雷霆時期，桑契斯獲選代表洋基參加2015年未來之星明星賽。明星賽後，他被升至3A/國際聯盟的史克蘭頓/威爾克斯─巴里鐵路騎士，第一個打席便擊出一支全壘打。
2015年季末，桑契斯初登大聯盟，10月3日以代打身分第一次在大聯盟打擊，而例行賽兩打席均無功而返。洋基為了備戰2015年美國職棒大聯盟外卡驟死賽將他移入25人名單，季後讓他到亞利桑那秋季聯盟(AFL)打球。他的全壘打數領先聯盟，且成為聯盟明星賽的MVP，還被Baseball America評為AFL第二大新秀。

### 大聯盟時期

#### 2016年
2016季前桑契斯和奧斯汀·羅邁競爭開季名單中布萊恩·麥肯的備用捕手位置，但賽季仍在3A出發。5月份重回大聯盟出賽一場，四打數無安打。8月3日再度升上大聯盟，從Hansel Robles手中擊出大聯盟第一支安打。8月10日，桑契斯五打數四安打，包括三支一壘安打和大聯盟第一支全壘打。16日對上多倫多藍鳥，他達成生涯第一次單場兩支全壘打。8月22日，桑契斯以.523打擊率和四支全壘打獲選美聯單周最佳球員。他成為大聯盟史上第一人在生涯前23場出賽中打出至少11支全壘打和31支安打，並在29日再度拿下美聯單周最佳球員。隔月3日大聯盟頒予他美聯單月最佳球員及單月最佳新人獎。9月21日，桑契斯在他的第45場出賽擊出第18和19支全壘打，寫下大聯盟現代棒球最快的紀錄。桑契斯在2016年年度最佳新人獎投票中排第2，僅次於麥可·富爾馬。

## 年度打擊成績
|           |           |    |     |     |    |    |    |   |    |     |    |   |   |   |   |    |   |   |    |   |      |      |      | OPS   |
| --------- | --------- | -- | --- | --- | -- | -- | -- | - | -- | --- | -- | - | - | - | - | -- | - | - | -- | - | ---- | ---- | ---- | ----- |
| 2015      | NYY       | 2  | 2   | 2   | 0  | 0  | 0  | 0 | 0  | 0   | 0  | 0 | 0 | 0 | 0 | 0  | 0 | 0 | 1  | 0 | .000 | .000 | .000 | .000  |
| 2016      | NYY       | 53 | 229 | 201 | 34 | 60 | 12 | 0 | 20 | 132 | 42 | 1 | 0 | 0 | 2 | 24 | 2 | 2 | 57 | 5 | .299 | .376 | .657 | 1.032 |
| 通算：2年 | 通算：2年 | 55 | 231 | 203 | 34 | 60 | 12 | 0 | 20 | 132 | 42 | 1 | 0 | 0 | 2 | 24 | 2 | 2 | 58 | 5 | .296 | .372 | .650 | 1.023 |

## 外部連結
- 球員資訊和成績在MLB ，ESPN ，Retrosheet ，Baseball Reference ，Baseball Reference (Minors) ，Fangraphs ，The Baseball Cube （英文）